# Olympische Winterspiele 1988/Teilnehmer (Niederlande)
Die Niederlande nahmen an den Olympischen Winterspielen 1988 im kanadischen Calgary mit elf Athleten teil. Es war die 13. Teilnahme der Niederlande an Olympischen Winterspielen.
Die sechs Männer und fünf Frauen traten alle im Eisschnelllauf an. Die herausragende Athletin war Yvonne van Gennip mit drei Goldmedaillen bei drei Starts, davon zwei neuem Weltrekord.

## Flaggenträger
Der Eisschnellläufer Jan Ykema wurde als Träger der Flagge der Niederlande zur Eröffnungsfeier ausgewählt.

## Medaillen
| Gelbes Symbol für Goldmedaillen mit stilisierten Olympischen Ringen | Graues Symbol für Silbermedaillen mit stilisierten Olympischen Ringen | Braundes Symbol für Bronzemedaillen mit stilisierten Olympischen Ringen |
| ------------------------------------------------------------------- | --------------------------------------------------------------------- | ----------------------------------------------------------------------- |
| 3                                                                   | 2                                                                     | 2                                                                       |

Mit insgesamt dreimal Gold, zweimal Silber und zweimal Bronze belegte die Niederlande Platz sieben im Medaillenspiegel.

### Gold
- Eisschnelllauf, Frauen, 1500 m: Yvonne van Gennip
- Eisschnelllauf, Frauen, 3000 m: Yvonne van Gennip
- Eisschnelllauf, Frauen, 5000 m: Yvonne van Gennip

### Silber
- Eisschnelllauf, Männer, 500 m: Jan Ykema
- Eisschnelllauf, Männer, 5000 m: Leo Visser

### Bronze
- Eisschnelllauf, Männer, 5000 m: Gerard Kemkers
- Eisschnelllauf, Männer, 10.000 m: Leo Visser

## Teilnehmer nach Sportarten

### Eisschnelllauf
Frauen
- Yvonne van Gennip
1500 m: Gold  – 2:00,68 min (OR)
3000 m: Gold  – 4:11,94 min (WR)
5000 m: Gold  – 7:14,13 min (WR)
- Christine Aaftink
500 m: 17. Platz – 41,22 s
1000 m: 12. Platz – 1:21,63 min
- Ingrid Haringa
500 m: 15. Platz – 41,12 s
1000 m: 21. Platz – 1:23,15 min
- Ingrid Paul
3000 m: DQ
5000 m: 14. Platz – 7:40,67 min
- Marieke Stam
1500 m: 12. Platz – 2:07,00 min
3000 m: 16. Platz – 4:28,92 min
5000 m: 13. Platz – 7:38,02 min

Männer
- Leo Visser
5000 m: Silber  – 6:44,98 min
10.000 m: Bronze  – 14:00,55 min
- Jan Ykema
500 m: Silber  – 36,76 s
1000 m: DNF
- Gerard Kemkers
5000 m: Bronze  – 6:45,92 min
10.000 m: 5. Platz – 14:08,34 min
- Menno Boelsma
500 m: 16. Platz – 37,52 s
1000 m: 24. Platz – 1:15,34 min
- Herbert Dijkstra
5000 m: 13. Platz – 6:54,63 min
10.000 m: 11. Platz – 14:22,53 min
- Hein Vergeer
500 m: 24. Platz – 37,80 s
1000 m: 15. Platz – 1:14,62 min
1500 m: 27. Platz – 1:56,63 min